# Masakra w Dniu Świętego Walentego
 Masakra w dniu świętego Walentego  – morderstwo sześciu członków konkurencyjnego gangu North Side i jednego przypadkowego mężczyzny, popełnione w Chicago 14 lutego (w dzień świętego Walentego) 1929 roku przez gang Ala Capone.

## Tło historyczne
9 listopada 1924 roku, we własnej kwiaciarni, położonej przy North State Street w Chicago, zginął szef gangu z North Side (North Side Gang) – Irlandczyk Dion O'Banion. Został on zastrzelony przez zabójców z gangu Ala Capone: Alberta Anselmiego, Johna Scalise i Frankie'ego Yale'a.
Schedę po O'Banionie przejął Hymie Weiss, który przysiągł zemstę i kontynuował wojnę z Alem Capone, ale zginął w strzelaninie 11 października 1926 roku. Po nim szefem został Vincent „Schemer” Drucci (jeden z niewielu Włochów w irlandzkim gangu Diona), ale i on padł ofiarą mafijnych porachunków: został zastrzelony w podejrzanych okolicznościach w 1927 (w radiowozie, po wcześniejszym zatrzymaniu). Przywództwo w gangu North Side objął następnie George „Bugs” Moran. W trakcie kilkuletniej wojny między gangami George „Bugs” Moran odpowiadał za większość zamachów na ludzi Ala Capone (w tym m.in. usiłowanie zabójstwa Johnny'ego Torrio) oraz za ostrzelanie siedziby Ala Capone – Hawthorne Inn. Moran gardził Capone z uwagi na jego zamiłowanie do sutenerstwa i nazywał go „Szatanem”.

## Masakra w dniu św. Walentego
Rankiem 14 lutego 1929 roku wynajęci przez Ala Capone zabójcy (najprawdopodobniej byli to Fred Burke, Shotgun Ziegler, Gus Winkler, Crane Neck Nugent i Claude Maddox, całą operację zaplanował Jack „Machine Gun” McGurn) zastrzelili w garażu pod adresem 2122 North Clark Street (SMC Cartage Company) przy użyciu pistoletów maszynowych Thompson sześciu członków gangu Morana (jego samego nie było na miejscu):
- Adama Meyera,
- Ala Weinshanka,
- Jamesa Clarka,
- braci Franka i Pete'a Gusenbergów,
- Johna Maya.

Siódmą ofiarą był mężczyzna, który akurat przebywał w tym miejscu: optyk, dr Reinhardt H. Schwimmer.
Gangsterzy z North Side przybyli pod wyżej wymieniony adres w celu zakupienia skradzionego transportu alkoholu. Miejsce transakcji wyznaczył sam Moran, ustalając je z gangsterem z Detroit, który miał im ten towar sprzedać. Jak się okazało, pracował on dla Ala Capone. Zabójcy – przebrani za policjantów – ustawili siedem ofiar pod ścianą w garażu, po czym rozstrzelali (każdy został postrzelony około 14 razy). Jeden z mężczyzn, Frank „Tight Lips” Gusenberg, żył, gdy na miejsce dotarły policja i pogotowie. Przewieziony do szpitala zaprzeczył, jakoby miała miejsce strzelanina; zmarł po południu tego samego dnia.
Skala zbrodni spowodowała, że mieszkańcy Chicago zaczęli postrzegać Ala Capone jako zwyrodnialca, brutalnego i wyrachowanego zabójcę, a nie „zwykłego” gangstera, jak dotychczas. Mimo nieprzychylnej opinii publicznej mógł w tym momencie cieszyć się z wyeliminowania konkurentów z gangu North Side. George „Bugs” Moran nie miał już sił i środków, aby zagrozić jego pozycji (zmarł na raka w więzieniu Leavenworth w 1957 roku).

## Reakcje po masakrze
W 1929 roku w Atlantic City odbyła się konferencja przedstawicieli świata przestępczego (konferencja w Atlantic City), na której jednym z punktów obrad było omówienie wydarzenia z 14 lutego – na Ala Capone wśród oskarżeń i pretensji posypały się gromy. Zgromadzeni bossowie (m.in. Lucky Luciano, Meyer Lansky, Johnny Torrio, Frank Costello, Joe Adonis) ustalili, że dla uspokojenia opinii publicznej Al Capone powinien na jakiś czas pójść do więzienia (wymyślili, że najlepszym rozwiązaniem będzie zarzut nielegalnego posiadania broni – Capone na krótko trafił do więzienia w Pensylwanii).
Po wyborze Herberta Hoovera na stanowisko prezydenta USA domagano się od niego walki z mafią. W tym celu rozpoczęto śledztwo urzędu skarbowego przeciw Capone, którego podejrzewano o niepłacenie podatków, oraz zawiązano specjalną grupę śledczą, która miała likwidować nielegalne destylarnie Capone. Ostatecznie, ta pierwsza grupa, pod przewodnictwem Franka Wilsona, oskarżyła Capone i doprowadziła do jego uwięzienia, jednak większą sławę zyskała druga grupa, pod dowództwem Eliota Nessa. Przyczyniło się do tego upublicznienie faktu, że Capone chciał przekupić ludzi Nessa, ale ci nie dali się skusić i tym samym zyskali sobie medialny przydomek Nietykalni. Same działania Nietykalnych nie były nawet brane pod uwagę w procesie Ala Capone.

## Późniejsze nawiązania
- W Walentynki 1951 roku bokser „Sugar” Ray Robinson wygrał z Jakiem „Wściekłym Bykiem” La Mottą walkę o tytuł mistrza świata w wadze średniej. Walkę wygrał poprzez techniczny nokaut. Ze względu na brutalność walki, w której Ray Robinson atakował La Mottę, nie będącego już w stanie się bronić, o dniu tym mówiono „Masakra w dniu świętego Walentego”, nawiązując do wydarzeń z 1929 roku. Zwrotu tego używano też wobec samego Sugara Raya Robinsona.

- Do tego wydarzenia nawiązuje również scenariusz komedii Billy'ego Wildera Pół żartem, pół serio (Some Like It Hot). W jednej z pierwszych scen dwaj bezrobotni muzycy (grani przez Jacka Lemmona i Tony'ego Curtisa) są świadkami opisanej masakry. Zdołali uciec, ale gangsterzy nie zamierzali pozwolić im żyć. Wiedzieli, że są muzykami. Spodziewając się, że mafia będzie prześwietlać męskie zespoły, obaj muzycy, zdeterminowani, przebrali się za kobiety i zapisali do żeńskiej orkiestry.